# Comité Paralímpico Finlandés
El Comité Paralímpico Finlandés (en finés Suomen paralympiakomitea) es el comité paralímpico nacional que representa a Finlandia. Esta organización es la responsable de las actividades deportivas paralímpicas en el país, selecciona los equipos y recauda los fondos para enviar a los competidores finlandeses a eventos paralímpicos organizados por el Comité Paralímpico Internacional, y representa al país ante este organismo.